# Antonio Nuvoli
Antonio Nuvoli (Ploaghe, 4 marzo 1918 – Sassari, 6 gennaio 2012) è stato un cantante italiano, cantadore della prima generazione, è stato considerato il più fedele alla più pura tradizione del cantu a chiterra Fu anche compositore di diversi muttos come "Su muttu e sos puzones", Su muttu de su ricordu perenne, Parto dai Piaghe e di alcune Disisperadas.
Antonio Nuvoli esordì verso la fine degli anni trenta ad Ardara dove cantò con Mario Scanu, con alla chitarra Nicolino Cabitza, quindi a Perfugas con Antonio Desole con la chitarra di Adolfo Merella. 
Registrò su disco un Cantu in re ed il suo Su muttu ‘e sos puzones.